# Dekanat Fritzlar
Das Dekanat Fritzlar ist eines von zehn Dekanaten im römisch-katholischen Bistum Fulda. Es umfasst grob den Schwalm-Eder-Kreis. Es grenzt im Osten an das Dekanat Eschwege-Bad Hersfeld, im Süden an das Bistum Mainz, im Westen an das Dekanat Marburg-Amöneburg sowie das Erzbistum Paderborn und im Norden an das Dekanat Kassel-Hofgeismar. Dechant ist Gerhard Braun, Pfarrer von Gensungen.

## Geschichte
Mit der Dekanatsreform zum 1. April 2007 wurde das Dekanat als eines von zehn Dekanaten des Bistums Fulda neu errichtet, wobei das namensgleiche Vorgänger-Dekanat deckungsgleich war.

## Gliederung
Das Dekanat mit Sitz in Fritzlar gliedert sich in die folgenden zwei Pastoralverbünde:
| Pastoralverbünde               | zugehörige Pfarreien und Kuratien mit Filialen |
| ------------------------------ | --- |
| Maria Hilf Schwalmstadt        | - Hl. Geist (Schwalmstadt-Neuental) mit den Filialen St. Klemens Maria Hofbauer (Gilserberg), St. Peter (Zimmersrode) und St. Bonifatius (Jesberg) - Maria Hilf (Trutzhain) - St. Josef (Schwalmstadt-Neukirchen) |
| St. Brigida Schwalm-Eder-Fulda | - Mariae Namen (Gensungen) - St. Elisabeth (Spangenberg) mit den Filialen St. Pius (Heinebach) und St. Franziskus (Neumorschen) - St. Wigbert (Wabern) - Christkönig (Borken) - St. Peter (Fritzlar) mit den Filialen St. Bonifatius (Ungedanken), St. Antonius der Einsiedler (Rothhelmshausen), St. Brigida (Büraberg) sowie der Katharinenkirche (Fritzlar) - Herz Jesu (Gudensberg) mit der Filiale St. Maria, Mutter vom guten Rat (Besse) - Christus Epheta (Homberg (Efze)) - Mariae Himmelfahrt (Melsungen) mit der Filiale St. Michael (Guxhagen) |